# Pseudouridina
La pseudouridina (5-ribosiluracil) es un nucleósido simbolizado por la letra griega Psi (ψ) e isómero de la uridina (U). Nucleósido no canónico dentro de la estructura bioquímica de los ácidos nucleicos; se encuentra formando parte de ciertos tipos de ARN, como el ARNt, el ARNr y ARNnc. Modificaciones bioquímicas en la pseudouridina han aumentado la estabilidad de los ácidos nucleicos de plataformas basadas en la tecnología de vacunas de ARN desarrolladas para la inmunización contra el virus SARS-CoV-2 causante de la pandemia por COVID-19.

## Antecedentes históricos
Desde antes de 1948 se pensó que los ácidos nucleicos solo contenían cuatro nucleósidos canónicos, derivados ribo- o desoxi- de la adenina, guanina, citosina y uracilo o timina. En 1948 se reportaron las primeras evidencias de cantidades trazas de nucleótidos de baja frecuencia en el ADN. Poco tiempo después fueron detectadas pequeñas cantidades de otro compuesto en hidrolisados de ARN, identificado su estructura y denominándolo 5-ribosiluracil en 1956; el nombre alternativo de pseudouridina (ψ) fue propuesto hacia 1960.

## Contenido
La pseudouridina no es incorporada en el proceso de transcripción, sino que se origina por una modificación postranscripcional de los residuos de uridina. Es la modificación más frecuente en los ARN, y se puede presentar en toda la gama de organismos.
También conocida como 5-ribosiluracilo, la pseudouridina es un componente ubicuo pero enigmático de los ARN estructurales —transferencia, ribosómico, pequeño ARN nuclear (ARNsn) y ARN pequeño nucleolar (snoRNA). Recientemente también se ha descubierto en el ARN codificante. Siendo el más abundante, se encuentra en los tres dominios filogenéticos de la vida y fue el primero en ser descubierto. La pseudouridina representa el 4% de los nucleótidos en el ARNt de la levadura. Esta modificación de base puede estabilizar el ARN y mejorar el apilamiento de bases al formar enlaces de hidrógeno adicionales con agua a través de su grupo imino adicional. Hay 11 pseudouridinas en elARNr de Escherichia coli, 30 en ARNr citoplasmático de levadura y una sola modificación en ARNr mitocondrial 21S y alrededor de 100 pseudouridinas en ARNr humano, lo que indica que el grado de pseudouridilación aumenta con la complejidad de un organismo.
La pseudouridina también se detectó en genomas como el de Leishmania donovani. Se detectaron 18 sitios de modificación por pseudouridina en el centro de entrada de la peptidil transferasa y en el túnel de entrada del mRNA en la traducción proteica. Estas modificaciones en el parásito derivan en mayor síntesis de proteínas y mayor velocidad de crecimiento.

## Aplicaciones biomédicas
Estudios recientes sugieren posibles aplicaciones de la pseudouridina como biomarcador de valor clínico en el diagnóstico del cáncer de próstata.